# 迎夏生
迎 夏生（むかい なつみ）は、日本の漫画家、イラストレーター、同人作家。千葉県出身。女性。
1989年、「宅急リプトン」でデビュー。

## 作品リスト

### 連載終了
- フォーチュン・クエスト（原作：深沢美潮、小説版の挿絵も担当）
- ルーンワース
- サボテンロード（読切作品「珠色ファニードラゴン」の主人公兄弟の母・マーフの若き日を描いた作品）
- ワンダル・ワンダリング!（月刊電撃コミックガオ!（メディアワークス）、全4巻）
- いただきっ春平!!
- +ANIMA（月刊電撃コミックガオ!（メディアワークス）、全10巻）
- Nui!（月刊コミックラッシュ（ジャイブ）、全3巻）
- 不老長寿の水 (角川書店 ドラゴンコミックス ソーサリアンシリーズ4、全1巻、1989年)

### 挿絵
- IQ探偵タクト
- フォーチュン・クエスト
- 神拳 李酔竜（作者：高千穂遙╱出版社：株式会社角川書店）

### 学習漫画
- コミック版世界の伝記 ベートーベン  (2011年)
- コミック版世界の伝記 クレオパトラ  (2013年)
- コミック版世界の伝記 クララ・シューマン  (2015年)
- コミック版世界の伝記 ルイ・ブライユ  (2015年)
- コミック版世界の伝記 マイヤ・プリセツカヤ  (2016年)
- コミック版世界の伝記 エカチェリーナ2世  (2017年)
- コミック版世界の伝記 リンカン  (2018年)
- コミック版世界の伝記 マリア・テレジア  (2019年)
- コミック版世界の伝記 ショパン  (2022年)
- コミック版世界の伝記 イザベル1世  (2023年)
- コミック版世界の伝記 シートン (2023年)
- コミック版世界の伝記 エリーザベト  (2024)年

### 画集
- 迎夏生画集1 フォーチュン・クエスト（1994年2月）
- 迎夏生画集2 ワンダル・ワンダリング!（1994年8月）
- Fortune Quest 迎夏生画集（2020年12月10日）